# Hilde Levi
Hilde Levi (9 de maio de 1909 - 26 de julho de 2003) foi uma física alemã-dinamarquesa. Foi pioneira no uso de radioisótopos na biologia e na medicina, sobretudo nas técnicas de datação por radiocarbono e autorradiografia. Posteriormente, tornou-se historiadora científica e publicou uma biografia de George de Hevesy.

## Primeiros anos
Hilde Levi nasceu em Frankfurt, Alemanha, em 9 de maio de 1909, filha de Adolf Levi e Clara Née Reis. Tinha um irmão mais velho chamado Edwin. Ela era uma musicista talentosa, tendo aprendido a tocar piano muito jovem. Durante os verões, ouvia apresentações de seus primos músicos, dentre eles Elisabeth Schumann e Richard Strauss.
Embora fossem judeus, a família de Levi não praticava sua religião e não fazia parte da comunidade judaica. Todavia, enquanto esteve matriculada na Victoria School, em Frankfurt, sua religião estava registrada como judaica. Como a instrução religiosa era obrigatória, Levi teve que frequentar aulas com um rabino local, embora logo tenha se rebelado contra isso e dito a seus pais que não queria mais participar das aulas, vindo a rejeitar a religião.
Durante o ensino médio, Levi decidiu que queria se tornar uma cientista. Seu último ano na escola foi dedicado a um projeto de física sobre espectros e fotografia, que se tornou seu Oberreal Abiturium, sendo a única mulher de sua turma a dedicar-se à física naquele ano. Após formar-se em abril de 1928, seu pai a enviou para a Inglaterra por seis meses para aprender inglês e boas maneiras. Em 1929, Levi entrou na Universidade de Munique, onde assistiu aulas de Arnold Sommerfeld. Foi aceita em um programa de doutorado no Instituto Kaiser Wilhelm de Física, Química e Eletroquímica em Berlim, onde escreveu sua tese sobre o espectro dos iodetos metálicos alcalinos, sob a orientação de Peter Pringsheim e Fritz Haber.

## Período Nazista
Quando concluiu seu doutorado em 1934, o Partido Nazista havia sido eleito na Alemanha. Os supervisores de Levi na academia foram para o exílio e os judeus foram proibidos de ocupar cargos acadêmicos. Então, o ramo dinamarquês da Federação Internacional das Mulheres Universitárias ajudou Levi a conseguir um emprego no Instituto Niels Bohr de Astronomia, Física e Geofísica da Universidade de Copenhague, na Dinamarca, onde foi assistente de James Franck, outro refugiado alemão que aceitou trabalhar com Levi pois, embora não a conhecesse, tinha tido contato com sua tese de doutoramento, com a qual ficou impressionado. No instituto, Levi conheceu físicos como Otto Frisch, George Placzek, Rudolf Peierls, Leon Rosenfeld, Edward Teller e Victor Weisskopf.
Enquanto trabalhava com Franck, Levi publicou dois trabalhos sobre a fluorescência da clorofila, até deixar a Dinamarca e transferir-se para os Estados Unidos em 1935, onde passou a trabalhar com o químico húngaro George de Hevesy. Com a recente descoberta da radioatividade, foram abetas novas possibilidades de uso dos isótopos radioativos na biologia, o que foi explorado por Levi e Hevesy através da publicação de vários estudos. Em 1938, a Universidade de Berlim cancelou o doutorado de Levi e, em abril de 1940, os alemães ocuparam a Dinamarca e começaram a procurar pelos judeus dinamarqueses em setembro de 1943, quando Levi fugiu para a Suécia, juntamente com outros milhares de judeus, onde trabalhou com o biólogo John Runnström  no Instituto Wenner-Gren de Biologia Experimental, em Estocolmo.

## Pós-guerra
Com o término da guerra, Levi passou a trabalhar no Laboratório Zoofisiológico de Copenhague, com August Krogh. Durante os anos de 1947 e 1948 esteve nos Estados Unidos como membro da Associação Americana de Mulheres Universitárias. Neste período, estudou com Willard Libby na Universidade de Chicago sobre sua técnica recentemente descoberta de datação por radiocarbono. Posteriormente, desenvolveu uma nova técnica de autorradiografia enquanto trabalhava para a Comissão de Energia Atômica dos Estados Unidos na Universidade de Rochester, em Nova York. Ao retornar à Dinamarca, Levi trabalhou no Museu Nacional, onde desenvolveu equipamentos de datação por radiocarbono que foram inicialmente testados no Homem de Grauballe. Sua técnica de autorradiografia passou então a ser utilizada pelo Instituto Finsen.
Levi foi consultora do Conselho Nacional de Saúde da Dinamarca entre 1952 a 1970. Em 1979, retirou-se do Laboratório Zoofisiológico e começou a trabalhar com o Niels Bohr Archive, onde produziu uma biografia de George de Hevesy, que foi publicada em 1985. Naquele ano, Levi organizou a Exposição do Centenário de Niels Bohr na Câmara Municipal de Copenhague. Em 2001, foi homenageada pela Universidade Humboldt de Berlim, juntamente com outros acadêmicos que foram demitidos em 1933. Hilde Levi morreu em Copenhague, em 26 de julho de 2003.